# Haïm Bar-Lev
Haïm Bar-Lev (en hébreu : חיים בר-לב) (de son vrai nom "Brotzlevsky"), né le 16 novembre 1924 à Vienne (Autriche) et mort le 16 mai 1994 à Tel Aviv-Jaffa (Israël), est le huitième chef d'État-major de Tsahal.

## Biographie
Haïm Bar-Lev naît en 1924 à Vienne, en Autriche. En 1939, à l'âge de 15 ans, il émigre vers la Palestine et étudie à l'école d'agriculture de Mikvé-Israël.
Il commence sa carrière militaire en 1942. Il entre au sein des forces du Palmah. En 1946, alors qu'il remplit les fonctions de chef du 4e escadron du Palmah, il commande le dynamitage du pont Allenby lors de la Nuit des ponts, durant laquelle 11 ponts sont détruits par les forces de la Haganah.
En 1948, avec le début de la guerre d'Indépendance, il est commandant du 8ėme bataillon de la brigade Hanegev, et participe à différents combats et opérations, dont l'opération Horev. En 1952, à l'âge de 28 ans, il devient commandant pour toute la région Nord d'Israël, et deux ans plus tard, il entre dans les forces de l'unité Guivati. En 1956, lors de la guerre du Sinaï, il sert dans les blindés où il reste jusqu'en 1961.
En 1961, Bar-Lev part aux États-Unis, où il étudie la finance et l'économie à l'Université Columbia à New York. Il rentre en Israël en 1964. En 1966, il part de nouveau pour Paris où il étudie les sciences politiques, mais un an plus tard, il est rappelé à ses fonctions militaires en Israël, quelque temps avant la guerre des Six Jours.
En 1968, il est nommé huitième chef d'État-major de Tsahal, à la place de Yitzhak Rabin, poste qu'il occupe jusqu'en 1972. La ligne Bar-Lev, qui porte son nom, est la ligne de protection anti-artillerie, qui fut construite durant la guerre d'usure (1969-1970) dans le Sinaï. En 1972, il démissionne de Tsahal, mais un an plus tard, il reprend les fonctions de commandant lors de la guerre de Kippour sur le front égyptien.
Après la guerre, il est nommé ministre de l'industrie et du commerce, poste qu'il occupe trois années durant.
En 1977, il est élu sénateur à la Knesset, comme représentant du parti travailliste, et ce jusqu'en 1992. De 1978 à 1984, il devient chef du parti et en 1984, il est nommé ministre des forces de police.
En 1992, il est promu ambassadeur de l'État d'Israël en Russie, poste qu'il occupe jusqu'à sa mort. Haïm Bar-Lev meurt en 1994 des suites d'un cancer.
Son fils Omer Bar-Lev est député du parti travailliste au parlement israélien et ministre.